# Gäddtjärnarna (Boteå socken, Ångermanland)
Gäddtjärnarna är en sjö i Sollefteå kommun i Ångermanland och ingår i Ångermanälvens huvudavrinningsområde.